# Badminton bei den Special Olympics World Summer Games 2019
Bei den Special Olympics World Summer Games 2019 in Abu Dhabi in den Vereinigten Arabischen Emiraten wurden vom 12. bis zum 19. März 2019 50 Badmintonwettbewerbe ausgetragen.

## Sieger
| Disziplin                 | Starter                                       | Land                         |
| ------------------------- | --------------------------------------------- | ---------------------------- |
| Herreneinzel Division 1A* | Riswida Wijayanto                             | Indonesien                   |
| Herreneinzel Division 1B* | Mohammad Abdul Kader Soron                    | Bangladesch                  |
| Herreneinzel Division 1A  | Shotaro Kanehira                              | Japan                        |
| Herreneinzel Division 1B  | Kim Han-sung                                  | Südkorea                     |
| Herreneinzel Division 1C  | Md Rashed Jony                                | Bangladesch                  |
| Herreneinzel Division 2A  | A. Vikrant                                    | Indien                       |
| Herreneinzel Division 2B  | Tam Man Hou                                   | Macau                        |
| Herreneinzel Division 2C  | Mahmood Husain                                | Bahrain                      |
| Herreneinzel Division 2D  | Mihaly Csonti                                 | Ungarn                       |
| Herreneinzel Division 2E  | Doron Gaul                                    | Deutschland                  |
| Herreneinzel Division 3A  | Tse Wai Yuen                                  | Hongkong                     |
| Herreneinzel Division 3B  | Heng An                                       | Volksrepublik China          |
| Herreneinzel Division 3C  | Abdurauf Zayed                                | Libanon                      |
| Herreneinzel Division 3D  | Ghanem Abdelrazaq                             | Vereinigte Arabische Emirate |
| Herreneinzel Division 4A  | Ashraf Hussein                                | Ägypten                      |
| Herreneinzel Division 4B  | Saoud Al-Sulaiti                              | Katar                        |
| Herreneinzel Division 4C  | Nizar Jaradat                                 | Palästina                    |
| Herreneinzel Division 4D  | Mahdi Moradi                                  | Iran                         |
| Herreneinzel Division 4E  | Mohammad Burabaa                              | Kuwait                       |
| Dameneinzel Division 1A*  | Park Mi-seon                                  | Südkorea                     |
| Dameneinzel Division 1A   | Sara Louise Rea                               | Irland                       |
| Dameneinzel Division 1B   | Jennika Jennika                               | Indonesien                   |
| Dameneinzel Division 1C   | Zoe Lambie                                    | Isle of Man                  |
| Dameneinzel Division 2A   | Teyfa Musayeva                                | Aserbaidschan                |
| Dameneinzel Division 2B   | Chung Lam Hing                                | Hongkong                     |
| Dameneinzel Division 2C   | Monika Mahato                                 | Indien                       |
| Dameneinzel Division 2D   | Khrystyna Klymova                             | Ukraine                      |
| Dameneinzel Division 3A   | Sawsan Bzeih                                  | Libanon                      |
| Dameneinzel Division 3B   | Fatema Saleh                                  | Bahrain                      |
| Dameneinzel Division 3C   | Sarah Vaeremans                               | Belgien                      |
| Dameneinzel Division 3D   | Divyabharathi Elango                          | Indien                       |
| Dameneinzel Division 3E   | Afrin Gulam Hussain Ansari                    | Indien                       |
| Dameneinzel Division 3F   | Pernille Hermansen                            | Dänemark                     |
| Dameneinzel Division 3G   | Catherine Alexandra Managay                   | Philippinen                  |
| Dameneinzel Division 4A   | Zhao Xinting                                  | Volksrepublik China          |
| Dameneinzel Division 4B   | Aya Maamoun                                   | Ägypten                      |
| Dameneinzel Division 5A   | Yasmin Badran                                 | Syrien                       |
| Herren Division 1         | Md Rashed Jony Mohammad Abdul Kader Soron     | Bangladesch                  |
| Herren Division 2         | A. Vikrant Rohit Nag                          | Indien                       |
| Herren Division 3         | Kim Han-sung Son Tae-bok                      | Südkorea                     |
| Herren Division 4         | An Heng Liu Zizian                            | Volksrepublik China          |
| Damen Division 1          | Kim Hye-jong Moon Ji-yeon                     | Südkorea                     |
| Damen Division 2          | Florence Etim Nafisat Sulaimon                | Nigeria                      |
| Damen Division 3          | Afrin Gulam Hussain Ansari Sruthi Subramanian | Indien                       |
| Damen Division 4          | Mariam Ahmed Al-Hamady Aya Maamoun            | Ägypten                      |
| Mixed Division 1          | Jennika Jennika Riswida Wijayanto             | Indonesien                   |
| Mixed Division 2          | Masako Endo Shotaro Kanehira                  | Japan                        |
| Mixed Division 3          | Fatema Saleh Mahmood Husain                   | Bahrain                      |
| Mixed Division 4          | Anna Antonopoulou Iason Ioannis Papadopoulos  | Griechenland                 |
| Mixed Division 5          | Evita Freimane Edgars Jostmanis               | Lettland                     |